# 楊森 (清朝)
楊森，廣西省潯州府桂平縣人，清朝政治人物、同進士出身。
光緒十二年（1886年），参加光緒丙戌科殿試，登進士三甲9名。同年五月，改翰林院庶吉士。光緒十五年四月，散館，著以主事入部属用。